# Świadkowie Jehowy na Madagaskarze
Świadkowie Jehowy na Madagaskarze – społeczność wyznaniowa na Madagaskarze, należąca do ogólnoświatowej wspólnoty Świadków Jehowy, licząca w 2023 roku 40 035 głosicieli, należących do 841 zborów. Na dorocznej uroczystości Wieczerzy Pańskiej w 2023 roku zgromadziło się 157 128 osób. Działalność miejscowych głosicieli koordynuje Biuro Oddziału w Ivato koło Antananarywy.

## Historia

### Początki
W roku 1925 na wyspie rozpoczęto działalność ewangelizacyjną. We wrześniu 1933 roku do portowego miasta Toamasina z Południowej Afryki przez Mauritius przyjechało dwóch misjonarzy – Robert Nisbet i Bert McLuckie, którzy rozpowszechniali publikacje Świadków Jehowy w języku francuskim. Niektórzy zaprenumerowali proponowane przez nich czasopisma „Strażnica” i „Złoty Wiek” (obecnie „Przebudźcie się!”).

### Rozwój działalności
W październiku 1955 roku, po kongresie pod hasłem „Tryumfujące Królestwo”, który odbył się w Paryżu, do portowej Toamasiny, a następnie do Tananarywy (obecnie Antananarywa) przybyli dwaj pionierzy specjalni z Francji – Adam Lisiak, były górnik polskiego pochodzenia, oraz Edouard Marlot. Ponieważ w tym czasie we Francji i jej terytoriach zależnych „Strażnica” była zakazana, proponowali czasopismo „Przebudźcie się!”. Prowadzili działalność kaznodziejską i zakładali studia biblijne, a w pobliskiej szkole, w bezpłatnie wynajmowanej sali urządzali zebrania zborowe.
W roku 1955 rozpoczęto na Madagaskarze regularną działalność kaznodziejską, którą nadzorowało Biuro Oddziału na Mauritiusie. W 1956 roku pierwszym rdzennym Świadkiem Jehowy został Rabehasy Noël. W 1956 roku do działalności włączali się kolejni. Latem 1956 roku ośmioosobowa grupa zgłosiła prośbę o utworzenie zboru Świadków Jehowy w Tananarywie. Wkrótce rozpoczęto studium biblijne z Razanaboahangy Narcisse, która w 1959 roku została ochrzczona i podjęła służbę pionierską. Po pewnym czasie została ona żoną Edouarda Marlota. Lisiak i Marlot usługiwali na Madagaskarze do roku 1970, gdy po nakazie opuszczenia wyspy przez zagranicznych misjonarzy skierowano ich na Reunion.
W roku 1957 przyjechało do kraju małżeństwo z Francji, Gilberte i Antoine Branca, którzy zostali skierowani do Tananarywy. Gilberte była absolwentką 24 klasy Biblijnej Szkoły Strażnicy – Gilead, a jej mąż później również ukończył to szkolenie. Do współpracy przyjechała też Simone Berclaz – szwajcarska współwyznawczyni.
W 1959 roku najwyższa liczba głosicieli wyniosła 41. W tym też roku Madagaskar odwiedził Nathan H. Knorr, prezes Towarzystwa Strażnica, by osobiście udzielić zachęt.
W latach 1959–1962 nadzór nad działalnością tutejszych Świadków Jehowy przejęło Biuro Oddziału we Francji. W roku 1960 z Francji przybyli Henriette i Florent Chabotowie, którzy prowadzili działalność kaznodziejską na północy wyspy, w mieście Diégo-Suarez (obecnie Antsiranana). W roku 1961 do około 75 działających głosicieli dołączyli współwyznawcy z Kanady, Irene i Lavala Carbonneau, w styczniu 1962 roku pionierzy Veera i Raima Kuokkanen – fińscy współwyznawcy, a w kwietniu misjonarze ze Stanów Zjednoczonych – Thelma i Samuel Gilmanowie.
W 1963 roku liczba głosicieli przekroczyła 100 osób. W tym roku współwyznawców odwiedził Milton G. Henschel, który spotkał się z misjonarzami i pionierami specjalnymi. W 1963 roku na Madagaskarze utworzono samodzielne Biuro Oddziału. Sługą oddziału został zamianowany Raimo Kuokkanen. Początkowo biuro znajdowało się w wynajętym domu, w którym mieszkali też misjonarze.

### Drukowanie literatury w języku malgaskim
Do roku 1963 Świadkowie Jehowy na Madagaskarze posługiwali się prawie wyłącznie publikacjami w języku francuskim. W języku malgaskim były dostępne jedynie pojedyncze traktaty i broszura „Ta dobra nowina o królestwie” wydana w roku 1959. Gdy uzyskano zezwolenie na wydawanie „Strażnicy Zwiastującej Królestwo Jehowy” w języku malgaskim, tłumaczeniem z francuskiego zajęła się malgaska wyznawczyni Rasoamalala Louise. Pracowała w swoim domu, wszystkie tłumaczone teksty zapisując ręcznie. Następnie w Biurze Oddziału w Antynanarywie Veera Kuokkanen przepisywała przetłumaczony tekst na matryce, które odbijano na powielaczu.
Od września 1963 roku „Strażnica” w języku malgaskim ukazała się jako miesięcznik, zawierając tylko artykuły do studium. Pierwszy numer ukazał się w nakładzie około 600 egzemplarzy. Po kilku miesiącach pozyskiwania prenumeratorów malgaska edycja osiągnęła nakład 3000 egzemplarzy. Później druk przejęło szwajcarskie Biuro Oddziału, a w roku 2000 „Strażnica” w języku malgaskim ukazywała się jako dwutygodnik, drukowany w Wielkiej Brytanii, w nakładzie ponad 26 tysięcy egzemplarzy. Pod koniec roku 1963 w języku malgaskim opublikowano książkę „Niech Bóg będzie prawdziwy”.
W roku 1964 powstały dwa kolejne zbory. Trzy zbory na Madagaskarze zaczął odwiedzać wraz ze swoją żoną pierwszy nadzorca podróżujący w kraju, Laval Carbonneau. Po nim obowiązki obwodu pełnił Raimo Kuokkanen odwiedzający zbory wraz z żoną. Przez pewien czas Raimo Kuokkanen usługiwał, zarówno w charakterze nadzorcy obwodu, jak i okręgu, a także pracował w Biurze Oddziału. Później pierwszym malgaskim nadzorcą obwodu został Rajaobelina Célestin.
W połowie lat 60. XX wieku Świadkami Jehowy zostali pierwsi tamtejsi Hindusi. Z wierzeniami Świadków Jehowy na Madagaskarze zapoznał się Dirajlal Bagvandjee, który po nakazie wyjazdu misjonarzy w roku 1970 wyjechał do Kenii, a później w Indiach usługiwał w Komitecie Oddziału. W marcu 1966 roku na Madagaskar skierowano dwie pochodzące z Niemiec, misjonarki Margarita Königer i Gisela Hoffmann oraz innych, których kierowano do dalszych miast. Jednak począwszy od roku 1967 przestano wpuszczać do kraju kolejnych misjonarzy. W 1970 roku zanotowano liczbę 469 głosicieli.

### Zakaz działalności
5 czerwca 1970 roku nakazano misjonarzom stawić się w urzędzie służby bezpieczeństwa. Mimo posiadania przedłużonych kilka dni wcześniej ważnych wiz nakazano im opuszczenie kraju, a same wizy anulowano. Do 20 czerwca 1970 roku wyspę opuściło 20 misjonarzy Świadków Jehowy. Większość z nich udała się do Kenii. Obywatele francuscy wyjechali na wyspę Reunion.
8 sierpnia 1970 roku w gazecie „Official Journal of the Malagasy Republic” poinformowano o zakazie działalności Świadków Jehowy („Dziennik Urzędowy Republiki Malgaskiej” 8 sierpnia 1970, dekret nr 70-431). W roku 1971 liczba głosicieli w kraju spadła o 12%. Zebrania zaczęto organizować w małych grupach po 3-4 rodziny. Stopniowo liczba obecnych zaczęła rosnąć. W kraju utworzono komitet, który wspierał miejscowych głosicieli oraz utrzymywał łączność z Ciałem Kierowniczym. Jednak sam zakaz działalności nie był rygorystycznie wprowadzony przez władze.
Wkrótce wizytę na Madagaskarze jako nadzorca strefy złożył Milton Henschel z Biura Głównego Towarzystwa Strażnica. Zaproszono dwóch malgaskich głosicieli na szkolenie na szkolenie do Biura Głównego, a Andriamasy Théodore, pionier specjalny, został skierowany do Szkoły Gilead. W czasie zakazu działalności organizowano zgromadzenia okręgowe i obwodowe w lasach, gdzie spotykało się niekiedy nawet 1500 osób. W roku 1972 w wynajętym mieszkaniu utworzono biuro i skład literatury dla 11 zborów. W roku 1973 nadzorca strefy – André Ramseyer odwiedził wyspę i zachęcił głosicieli do bardziej otwartej działalności. Rok później na Madagaskarze działalność kaznodziejską prowadziło 613 głosicieli. W roku 1978 w kongresach pod hasłem „Zwycięska wiara” uczestniczyło 1790 osób.

### Ponowna rejestracja i rozwój działalności
Pod koniec 1983 roku złożono podanie o zalegalizowanie działalności jako stowarzyszenie kulturalne. 24 lutego 1984 roku Stowarzyszenie Świadków Jehowy otrzymało osobowość prawną, co jednak nie znaczyło, że uchylono zakaz działalności Świadków Jehowy. W kwietniu 1984 na wyspie działalność prowadziło 1708 głosicieli, a 8977 osób uczestniczyło w uroczystości Wieczerzy Pańskiej. W 1987 roku na Madagaskar powrócili pierwsi zagraniczni misjonarze, w tym również Raimo Kuokkanen, który został koordynatorem oddziału oraz Dirajlal Bagvandjee, który został członkiem Komitetu Oddziału. W 1991 roku nowa najwyższa liczba głosicieli wyniosła 4005.
Od roku 1972 do 1987 na biuro i skład literatury wystarczało mieszkanie prywatne. Później wynajęto w tym celu dom. W kwietniu 1993 roku rozpoczęto budowę nowej siedziby biura, którą nadzorował Walter Elkow, sługa międzynarodowy z Kanady. Nowy kompleks budynków Biura Oddziału oddano do użytku 7 grudnia 1996 roku. W uroczystym otwarciu uczestniczyło 668 długoletnich głosicieli, a następnego dnia 7785 osób wysłuchało okolicznościowego wykładu – wygłoszonego na działce nazwanej Gileada, zakupionej z myślą o budowie Sali Zgromadzeń.
W roku 1993 do kraju przyjechało sześciu absolwentów filii Szkoły Gilead w Niemczech. Otworzono dla nich dom misjonarski w Toamasinie. W 1993 roku wniesiono podanie o legalizację związku wyznaniowego Świadków Jehowy. 4 października 1994 roku działalność została prawnie zalegalizowana.
W 1997 roku Biuro Oddziału udzieliło pomocy poszkodowanym po przejściu cyklonu Gretelle. W 1999 roku członkami Komitetu Oddziału byli: Eleha, Raimo Kuokkanen i Dirajlal Bagvandjee. W roku 1999 zanotowano liczbę 10 346 głosicieli, należących do 253 zborów i grup, podzielonych na 17 obwodów. W 2003 roku wydano Chrześcijańskie Pisma Greckie w Przekładzie Nowego Świata (Nowy Testament) w języku malgaskim, a w 2008 roku całą Biblię, którą do roku 2021 wydrukowano w nakładzie ponad 370 000 egzemplarzy.
W roku 2007 działało 18 748 Świadków Jehowy, a na uroczystości Wieczerzy Pańskiej (Pamiątce) zebrało się 101 165 osób.
W 2008 roku przekroczono liczbę 20 000 głosicieli. W roku 2011 na Pamiątce zebrało się 123 508 osób (ok. 0,7% mieszkańców kraju). W 2012 roku zanotowano liczbę 26 503 głosicieli, a w roku 2014 – 29 963.
24 stycznia 2015 roku nastąpiło uroczyste otwarcie rozbudowanego Biura Oddziału w którym uczestniczył Mark Sanderson członek Ciała Kierowniczego oraz delegacje z 15 krajów. Wiele działów otrzymało większe pomieszczenia, a ponadto utworzono w nim nowe studia dla Działu Nagrań Dźwiękowych i Filmów Wideo oraz Działu Tłumaczeń Języka Migowego, a także rozpoczęto przygotowywanie publikacji drukowanych pismem Braille’a. Program z uroczystości otwarcia był transmitowany do Sal Zgromadzeń i Sal Królestwa, dzięki czemu skorzystały z niego 28 683 osoby.
Od 18 do 20 sierpnia 2017 roku w stolicy odbył się kongres specjalny pod hasłem „Nie poddawaj się!” z udziałem delegacji z Kenii, Majotty, Malawi, Mauritiusa, Mozambiku, Południowej Afryki, Reunionu, Stanów Zjednoczonych i Zambii.
W latach 2008–2017 na Madagaskar przeniosło się ponad 70 głosicieli i pionierów z 11 krajów (z Czech, Francji, Gwadelupy, Kanady, Luksemburga, Niemiec, Nowej Kaledonii, Stanów Zjednoczonych, Szwajcarii, Szwecji i Wielkiej Brytanii), aby prowadzić działalność kaznodziejską. W tym samym celu niektórzy miejscowi głosiciele przenieśli się w bardziej odległe zakątki kraju. Świadkowie Jehowy z Francji będący lekarzami bezpłatnie zapewnili podstawową opiekę medyczną dla Świadków Jehowy na Madagaskarze. Udzielili im również szkolenia jak dbać o ochronę swojego zdrowia.
We wrześniu 2019 roku delegacja z Madagaskaru wzięła udział w kongresie międzynarodowym pod hasłem „Miłość nigdy nie zawodzi!” w Johannesburgu. W 2020 roku osiągnięto liczbę 38 430 głosicieli.
16 października 2021 roku Anthony Morris, wówczas członek Ciała Kierowniczego Świadków Jehowy, w nagranym wcześniej przemówieniu, ogłosił wydanie wersji elektronicznej zrewidowanego Pisma Świętego w Przekładzie Nowego Świata w języku malgaskim. W związku z pandemią COVID-19 zorganizowano specjalne zebrania w trybie wideokonferencji, z których skorzystało 58 986 osób..
W styczniu 2022 roku zorganizowano pomoc humanitarną dla poszkodowanych przez powodzie, w lutym 2022 roku dla poszkodowanych przez cyklon Batsirai, a w lutym 2023 roku dla poszkodowanych przez cyklon Freddy. W czerwcu 2021 roku ukończono budowę ośrodka szkoleniowego. 27 maja 2023 roku w Antananarywie oddano do użytku nowy ośrodek szkoleń biblijnych. Kenneth Cook, członek Ciała Kierowniczego wygłosił okolicznościowe przemówienie. Następnego dnia w miejscowej Sali Zgromadzeń odbył się specjalny program, który transmitowano do ponad 45 000 odbiorców.
7 stycznia 2024 roku wydano Biblię — Ewangelię według Mateusza w językach antankarana, tandroj i vezo. Paul Rahajanirina z miejscowego Komitetu Oddziału  ogłosił jej wydanie w języku tandroj. W 25 zborach i grupach tego języka działa 662 głosicieli. Rolland Rafalibera z Komitetu Oddziału ogłosił jej wydanie w języku antankarana. W 28 zborach i grupach tego języka działa ponad 1000 głosicieli. Christopher Thomas z miejscowego Komitetu Oddziału ogłosił jej wydanie w języku vezo. W 20 zborach i grupach tego języka działa 706 głosicieli. W 2023 roku przekroczono liczbę 40 tysięcy głosicieli. W 2024 roku delegacja z Madagaskaru brała udział w kongresie specjalnym pod hasłem „Głośmy dobrą nowinę!” we Francji.
Zebrania zborowe i kongresy regionalne organizowane są w językach: antakarana, malgaskim, malgaskim migowym, francuskim, tandroy i vezo. Na Madagaskarze jest 265 Sal Królestwa. Świadkowie Jehowy organizują specjalne kampanie ewangelizacyjne w rejonach, gdzie nie ma głosicieli.
Miejscowe Biuro Oddziału nadzoruje tłumaczenie literatury biblijnej na język malgaski, antankarana, tandroy i vezo.